# Statue de Lénine (Seattle)
Pour les articles homonymes, voir Liste de monuments dédiés à Lénine.
La statue de Lénine de Seattle est une sculpture en bronze de Lénine exposée dans le quartier de Fremont, dans la ville de Seattle, aux États-Unis. Elle se trouvait auparavant en Tchécoslovaquie.

## Historique

### Origine
La statue est sculptée par le sculpteur bulgare Emil Venkov sur commission des gouvernements soviétiques et tchécoslovaques. Bien que suivant les limites de cette commission, Venkov représente Lénine comme le Porteur de la Révolution, contrastant ainsi avec les traditionnels portraits de l'homme d'État sous les traits d'un philosophe ou d'un éducateur. Son Lénine marche fièrement, entouré de flammes et de symboles guerriers.
L'œuvre est terminée et installée à Poprad en Tchécoslovaquie (maintenant en Slovaquie) en 1988, peu de temps avant la chute du régime communiste en 1989. La statue est retirée de la place Lénine, en face du principal hôpital de Poprad, quelques mois après la révolution de velours.

### Rachat et transfert aux États-Unis
Lewis E. Carpenter, un habitant d'Issaquah dans l'État américain de Washington, qui enseigne l'anglais à Poprad, découvre la statue monumentale reposant chez un ferrailleur et prête à être vendue pour le prix du bronze. Avec l'aide d'un journaliste et ami local, Tomáš Fülöpp, Carpenter entre en contact avec les autorités de la ville et leur prétend que, malgré son impopularité du moment, la statue demeure une œuvre d'art méritant d'être préservée ; il offre de la racheter pour 13 000 $. Après de nombreux obstacles bureaucratiques, il signe un contrat avec le maire le 16 mars 1993. Il importe la statue à Seattle pour un prix total de 41 000 $.

### Intégration dans Fremont
Le 18 février 1994, alors que des protestations s'élèvent à Seattle à la suite de l'import d'une statue représentant un chef communiste, Lewis Carpenter est tué dans un accident de voiture. La statue reposant alors dans le jardin de sa maison, sa famille contacte une fonderie locale qui offre de la déplacer en dehors de la propriété. En 1995, la statue est placée à Fremont au coin des North 34th Street et Evanston Avenue North, un bloc plus au sud du fuselage d'une ancienne fusée de la guerre froide, une autre attraction du quartier. Elle est déplacée ensuite deux blocs plus au nord, à l'intersection des Evanston Avenue North, North 36th Street et Fremont Place, devant un restaurant de la chaîne Taco del Mar et un magasin de glaces. La statue est cependant toujours à vendre.
Fremont est considérée comme une communauté artistique excentrique et, comme d'autres statues du voisinage, la statue de Lénine est parfois victime de divers projets artistiques, autorisés ou non. Tous les Noël depuis 2004, une étoile rouge lumineuse est ajoutée (ainsi, parfois que des guirlandes). Pour la Parade du Solstice de 2004, la statue est grimée en John Lennon. Pendant la Gay Pride Week, elle est déguisée en travesti. Elle a également été peinte en clown.